# Свети Николай (Бойково)
„Свети Николай“ е български православен параклис край село Бойково.
Параклисът се намира на североизток от селото и е сгушен сред вековни букови дървета.

## История
Светилището е открито случайно от жители на село Бойково и впоследствие е реставрирано. Няма данни от кога датира.
Представлява малка каменна постройка с размери метър на метър и покрив от тикли. Отвътре параклисът има скромен олтар.
На празника Никулден се извършва водосвет.